# Liriope kansuensis
Liriope kansuensis är en sparrisväxtart som först beskrevs av Aleksandr Batalin och som fick sitt nu gällande namn av Charles Henry Wright.
Liriope kansuensis ingår i släktet Liriope och familjen sparrisväxter. Inga underarter finns listade i Catalogue of Life.